# Souvigné, Charente

Souvigné este o comună în departamentul Charente, Franța. În 1 ianuarie 2022 avea o populație de 182 de locuitori.